# Grundlovsændringen i 1920
Grundloven af 1920 blev nødvendiggjort af  genforeningen af Sønderjylland med Danmark den 15. juni 1920.  Den danske Rigsdag vedtog den 6. september et tillæg til Den gældende grundlov fra 5. juni 1915, som blev stadfæstet af Kong Christian 10. den 10. september 1920.
Her blev 1915-Grundloven tilpasset at Nordslesvig blev indlemmet i Danmark. Loven var også  revideret i forhold til at Island var blevet udskilt som selvstændig stat i 1918. I henhold til den dansk-islandske Forbundslov af 30. november 1918, forblev Island i personalunion med Danmark med fælles konge og udenrigstjeneste i 25 år.
Andre vigtige ændringer i Grundloven fra 1920 var en følge af påskekrisen samme år, og medførte en begrænsning af kongens eneret til beslutninger vedrørende landets udenrigs- og forsvarsforhold.  Ifølge Grundlovens § 18 kom krigserklæringer, fredsslutninger samt afslutning og ophævelse af forbud og handelstraktater til at kræve Rigsdagens samtykke. Ændringen medførte også oprettelsen af Udenrigspolitisk Nævn i 1923.
Grundlov af 5. juni 1915 med ændringer af 10. september 1920 gjaldt frem til Grundloven 5. juni 1953.